# Monumento Ferrari Evoluzione

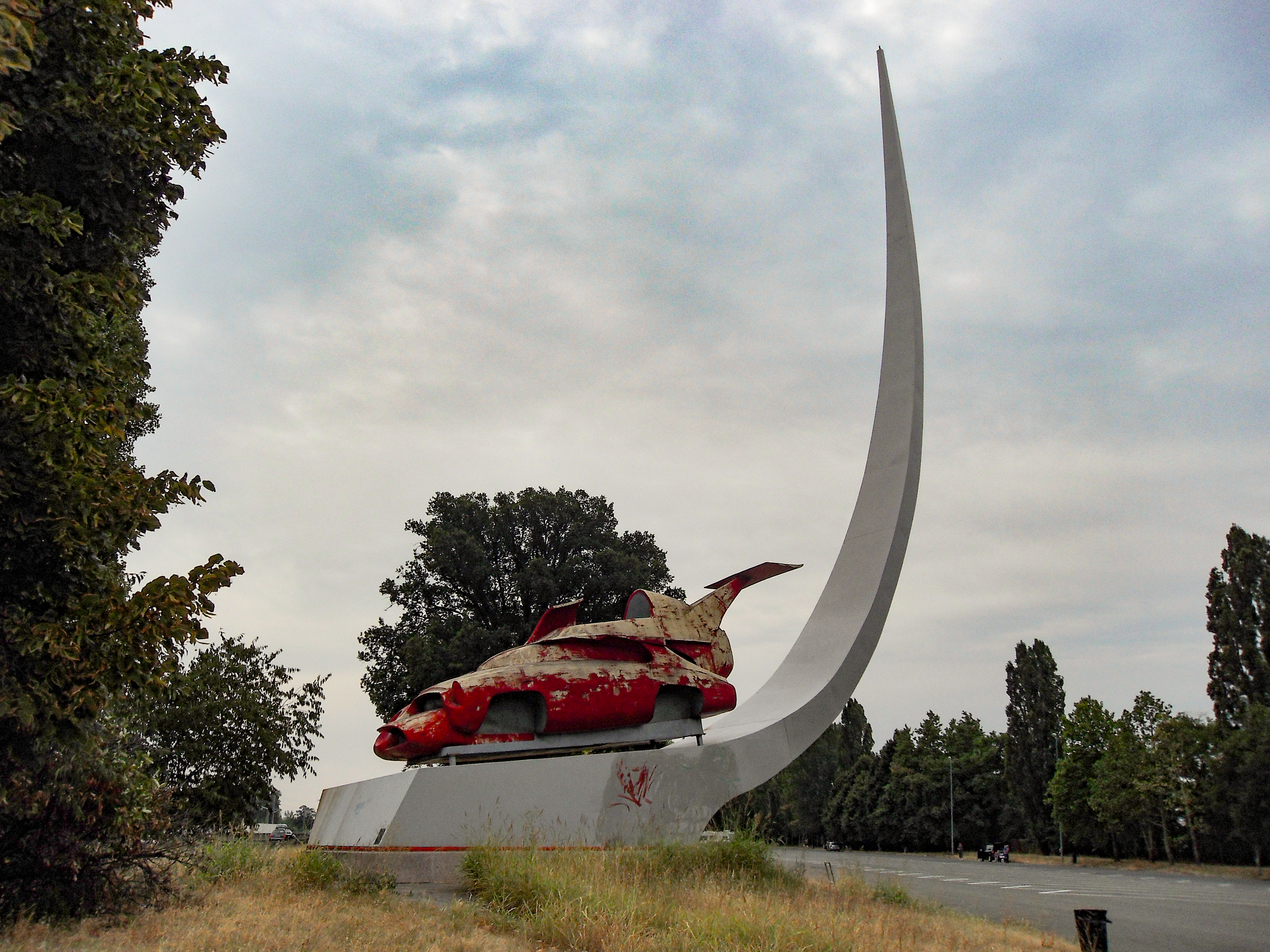
Il monumento nell'area di parcheggio Calvetro, prima del restauro del 2014

Il Monumento Ferrari Evoluzione è una scultura di Franco Reggiani, ideata e costruita in onore della storia e dell'evoluzione tecnica della casa automobilistica Ferrari.

## Storia
La scultura iniziale fu realizzata in bronzo nel 1979, su commissione di Giorgio Fini e come dono a Enzo Ferrari, in occasione del cinquantenario della Scuderia Ferrari. Subito dopo Reggiani decise di realizzarne una versione monumentale, esposta per la prima volta a Reggio Emilia, in piazza della Libertà, di fronte al teatro cittadino; poi a Modena, nel settembre dello stesso anno, e quindi per tre mesi a Monaco di Baviera, in Germania, nel 1986.
Nel 1988, l'opera venne ceduta alla società Autostrade, che la collocò nell'area di parcheggio Calvetro, lungo l'Autostrada A1, all'altezza di Campogalliano, dove rimase per 25 anni.
Dal 2010 l'opera, gradualmente degradata da atti di vandalismo e per carenza di manutenzione, venne recuperata col supporto del comune di Reggio Emilia. Dopo una importante opera di restauro, nel febbraio 2014 la scultura fu inaugurata nuovamente in una nuova collocazione, nella rotatoria lungo via Trattati di Roma, in prossimità della stazione di Reggio Emilia AV Mediopadana e all'uscita del casello autostradale di Reggio Emilia, in un'area che era stata già prospettata allo stesso Reggiani nel 1984.

## Descrizione
Il monumento, alto 25 metri per 8 metri e circa 80 quintali di peso, è scolpito in modo da risultare un assemblaggio artistico di parti di sette vetture che ripercorrono la vita di Enzo Ferrari, iniziando dal musetto dell'Alfa Romeo usata da Ferrari per la sua prima competizione con la Scuderia Ferrari nel 1929, e terminando col cofano e l'alettone della Ferrari 312 T5 di Gilles Villeneuve. Conglobati nell'opera, inoltre, si riconoscono il parafango della Ferrari 400 Superamerica, le code della Ferrari Dino 246 e di una monoposto del 1959, l'anteriore sinistro della barchetta touring, e i musetti della Ferrari 166 MM, del modello barchetta touring, e di un modello monoposto del 1961.